# Lý thuyết giai cấp của Marx
Trong Mác-xít, lý thuyết giai cấp của Marx khẳng định rằng vị trí của một cá nhân trong một hệ thống phân chia giai cấp được xác định bởi vai trò của cá nhân đó trong quá trình sản xuất, và lập luận rằng ý thức chính trị và ý thức hệ được xác định bởi vị trí giai cấp. Một giai cấp 
là những người chia sẻ chung lợi ích kinh tế, có ý thức về những mối lợi ích chung đó và tham gia vào các hoạt động tập thể nhằm tăng thêm những lợi ích trên. Trong lý thuyết giai cấp của Marx, cấu trúc của quá trình sản xuất đã tạo cơ sở xây dựng giai cấp.
Đối với Marx, một giai cấp là một nhóm người với khuynh hướng nội tại và lợi ích khác với những người của các nhóm khác trong xã hội, tạo tiền đề cho sự đối lập cơ bản giữa các nhóm người như vậy. Ví dụ, lợi ích tốt nhất của người lao động là tối đa hóa tiền lương và các quyền lợi của họ, còn lợi ích tốt nhất của nhà tư bản là tối đa hóa lợi nhuận, dẫn đến mâu thuẫn trong hệ thống tư bản chủ nghĩa, ngay cả khi người lao động và các nhà tư bản không nhận thức được sự đụng độ của các lợi ích nói trên.
Lý thuyết giai cấp của Marx đã mở cửa cho một loạt các lý thuyết thay thế, đặc biệt là của các học giả E. P. Thompson và Mario Tronti. Cả hai học giả Thompson và Tronti đề nghị ý thức về giai cấp trong quá trình sản xuất đi trước sự hình thành các mối quan hệ sản xuất. Theo nghĩa này, lý thuyết giai cấp của Marx thường liên quan đến các cuộc thảo luận về đấu tranh giai cấp đã tồn tại từ trước.

## Sách tham khảo
- Dahrendorf, Ralf. Class and Class Conflict in Industrial Society. Stanford, Calif.: Stanford University Press, 1959.
- David McLellan, ed., "Capital." The Marx-Engels Reader, 1977. Oxford University Press: Great Britain.
- Kingston, Paul W.  The Classless Society. Stanford, Calif.: Stanford University Press, 2000.
- Marx & Engels. The Communist Manifesto. New York: Penguin group, 1998.
- Parkin, F. Marx's Theory of History: A Bourgeois Critique. New York: Columbia University Press, 1979.
- Youth for International Socialism- NewYouth.com